# مفتي عبد الحنان
مفتي عبد الحنَّان هو رئيس حركة الجهاد الإسلامي في بنغلاديش. حُكم عليه بالإعدام شنقًا، وأُعدم في 12 أبريل 2017.

## سيرته
يعتقد أن المفتي عبد الحنان شارك في الحرب الأفغانية ضد الاتحاد السوفيتي، حيث تدرب في بيشاور في باكستان وأمضى ستة أشهر في ولاية اتر برديش في الهند. تم اعتقاله في 1 أكتوبر 2005.
تم إعدام عبد الحنَّان في حوالي الساعة 10:00 مساءً بالتوقيت المحلي في 12 أبريل 2017 بتهمة محاولة اغتيال السفير البريطاني خلال تفجير ضريح شاه جلال.